# یوکلولت
یوکلولت (به انگلیسی: Ucluelet) یک شهرک در کانادا است که در Alberni-Clayoquot Regional District واقع شده است.

## خصوصیات
یوکلولت ۶٫۸۱ کیلومترمربع مساحت و ۱٬۶۲۷ نفر جمعیت دارد و ۲۰ متر بالاتر از سطح دریا واقع شده است.